# Phaius terrestris
Phaius terrestris là một loài thực vật có hoa trong họ Lan. Loài này được (L.) Ormerod miêu tả khoa học đầu tiên năm 1994.